# Zelenokoumsk
Zelenokoumsk (en russe : Зеленокумск) est une ville du krai de Stavropol, en Russie, et le centre administratif du raïon Sovetski. Sa population s'élevait à 34 113 habitants en 2020.

## Géographie
Zelenokoumsk est arrosée par le fleuve Kouma et se trouve à 168 km au sud-est de Stavropol et à 1 339 km au sud-sud-est de Moscou.

## Histoire
L'origine de Zelenokoumsk remonte à la fondation du village Vorontsovo-Alexandrovskoïé en 1762. Il est renommé Sovetskoïé en 1963. En 1965, il obtient le statut de ville et devient Zelenokumsk.

## Population
Recensements (*) ou estimations de la population
| 1939*  | 1959*  | 1970*  | 1979*  | 1989*  | 2002*  |
| ------ | ------ | ------ | ------ | ------ | ------ |
| 10 700 | 11 503 | 29 691 | 32 053 | 35 323 | 40 340 |

| 2010*  | 2012   | 2013   | 2014   | 2015   | 2016   |
| ------ | ------ | ------ | ------ | ------ | ------ |
| 35 839 | 35 802 | 35 772 | 35 625 | 35 639 | 35 568 |

| 2017   | 2018   | 2019   | 2020   | - | - |
| ------ | ------ | ------ | ------ | - | - |
| 35 646 | 35 501 | 34 690 | 34 113 | - | - |

## Économie
L'industrie comprend l'entreprise Velan (Вэлан), qui fabrique de l'équipement électrique basse tension ; l'usine de construction mécanique Stroïmach (Строймаш) ; une usine textile de tissage, des usines de produits alimentaires.